# 離婚自由
婚姻自由包括结婚自由和离婚自由，与之对立的则是强迫婚姻。

## 在中华人民共和国
2021年1月废止的《中华人民共和国婚姻法》第三条规定“禁止包办、买卖婚姻和其他干涉婚姻自由的行为。禁止借婚姻索取财物。”公民有权依照法律和自己的意愿决定结婚和离婚，任何人都不得横加干涉和强制。通过法院进行的诉讼离婚，公民的离婚自由受损。虽然相关法律规定，当事人有赌博、吸毒等恶习屡教不改，实施家庭暴力或者虐待、遗弃家庭成员，重婚或者与他人同居等情形，“调解无效的，应当准予离婚”。但在司法实践中，通常第一次起诉离婚，法院不会判离婚。半年后再度提起诉讼，法院才会判离，是为通行做法。同时存在地方法院不允许离婚的极端案例。湖南省衡阳县发生的宁顺花诉陈定华离婚纠纷案，因男方恐吓、威胁、意图报复社会之举，女方的离婚请求四度被法院驳回。引发舆论关注後，女方方才离婚成功。
2021年1月1日生效的《中华人民共和国民法典》设定离婚冷静期，引发中国民众疑虑，认为干涉离婚自由。生效前夕，中华人民共和国民政部发布通知，明确离婚冷静期不适用于诉讼离婚，适用于行政机关办理的协议离婚。